# يهودا مئير أبراموفيتش

يهودا مئير أبراموفيتش (بالعبرية: יהודה מאיר אברמוביץ وُلد في 24 تموز 1914، في وودج، بولندا – وتوفي في 20 نيسان 2007) كان رئيس الهيئة التنفيذية العالمية لحركة "أغودات يسرائيل" خلال السنوات 1980–2007، كما شغل منصب السكرتير العام للحركة عند قيام دولة إسرائيل، وكان عضوًا في الكنيست ممثلًا عنها في الدورات السابعة والثامنة، والتاسعة.
وُلد في بولندا، وتيتّم في سن صغيرة، فنشأ في بيت عمّه. لاحظه الحاخام مئير شابيرا من لوبلين أثناء جولة جمع التبرعات واستقطاب الطلاب لمعهده الديني في أوروبا، فأخذه معه وأدخله إلى "يشيفات حَخَمي لوبلين"، حيث حصل على تأهيله في الحاخامية.
في الثامن والعشرين من شهر تشري عام 1935، تزوج من حنة، ابنة إسرائيل زئيف فيدسلافسكي، الذي كان صهرًا للحاخام مندل كامينر (ابن الحاخام يهودا لايب كامينر وصهر الحاخام يهودا أرييه لايب ألتر من غور). بعد زواجه، هاجر إلى أرض فلسطين عام 1935، وعمل مدة خمس سنوات معلمًا لتفسير التلمود.
كان عضوًا في الهيئة التنفيذية العالمية لحركة "أغودات يسرائيل" ورئيس لجنتها السياسية. وفي عام 1940، عُيِّنَ سكرتيرًا عامًا للحركة في فلسطين.
كان حاضرًا عند إعلان قيام دولة إسرائيل بصفته الممثل الأبرز لـ"أغودات يسرائيل"، نظرًا لكون زعيم الحزب، اسحق مئير ليفين، موجود آنذاك في الولايات المتحدة. خلال حرب الاستقلال، كان عضوًا في اللجنة الدينية التابعة لوزارة الدفاع. وفي عام 1948، انتُخِبَ عضوًا في المجلس الديني في تل أبيب، ثم شغل لاحقًا منصب نائب رئيس المجلس الديني.
أصبَحَ منذ عام 1950، عضوًا في مجلس بلدية تل أبيب. وفي عام 1955، لعب دورًا حاسمًا في تحديد من سيكون رئيس بلدية تل أبيب، حيث اختار حاييم ليفنون، إذ لم يرغب في دعم جولدا مائير لرئاسة البلدية لأنها امرأة. وفي سيرتها الذاتية "حياتي"، ذكرت جولدا مائير أنها فهمت أن معارضة "أغودات يسرائيل" لتوليها المنصب لم تكن بسبب كونها امرأة فحسب، بل بسبب توازنات القوى السياسية.
منذ عام 1955 وحتى دخوله الكنيست عام 1971، شغل منصب نائب رئيس بلدية تل أبيب-يافا.
في عام 1951، احتل المرتبة الخامسة في قائمة "عم هاتوراه – أغودات يسرائيل" للكنيست، إلا أن القائمة حصلت على ثلاثة مقاعد فقط، فلم يتمكن من دخول الكنيست. دخل الكنيست في آب 1971، خلال الدورة السابعة، بعد وفاة الحاخام اسحق مئير ليفين. شغل عضوية الكنيست حتى عام 1981 ممثلًا لحركة "حسيدوت غور"، وفي الدورة التاسعة شغل منصب نائب رئيس الكنيست.
قدم سبعة مشاريع قوانين خاصة، من بينها قانون يلزم بارتداء أحزمة الأمان، وقانون يُلزم الدولة بتوفير شواطئ منفصلة للرجال والنساء.
في عام 1980، عيَّنَتْهُ "الجمعية الكبرى السادسة" لحركة "أغودات يسرائيل" رئيسًا للهيئة التنفيذية العالمية، وهو المنصب الذي شغله حتى وفاته.
كرّس حياته لنشر فكرة أستاذه، الحاخام مئير شابيرا من لوبلين، حول دراسة "الصفحة اليومية" من التلمود.
توفي عام 2007 ودُفن في مقبرة هار همنوحوت، بجوار قبر أستاذه، الذي كان قد عمل على نقل رفاته إلى أرض إسرائيل.
عائلته
زوجته، حنة، ابنة إسرائيل زئيف فيدسلافسكي وإستر بيلا من عائلة كامينر في وارسو، توفيت في السادس عشر من شهر تموز عام 5776هـ، ودُفنت إلى جواره في مقبرة هار همنوحوت.
شغل ابنه، الحاخام تسفي يتسحاك أبراموفيتش، منصب الحاخام الرئيسي لحركة "حسيدوت غور" في حتسور هجليليت، ثم أصبح الحاخام الأكبر للمدينة. وهو مؤلف كتب في تفسير التوراة وكتاب الفتاوى "طعام هتسفي". توفي عام 2007. ويشغلُ ابنه، الحاخام غابريئيل مناحيم، منصب الحاخام الرئيسي للمجتمع الحسيدي في حتسور هجليليت خلفًا له.
قام ابنه الآخر، أبراهام حانوخ، بتحرير كتاب "إيش خاي – راف فعاليم" (الرجل الحيّ - صاحب الأفعال العظيمة)، الذي يوثق سيرة حياة وإنجازات والده.

## مؤلفاته
- الرؤية والعمل في "أغودات يسرائيل ( (بالعبرية: חזון ומעש באגודת ישראל) - تضمُّ سلسلة "الرؤية والعمل في أغودات يسرائيل"، مجموعةً من مقالاته ورسائله وخطاباته التي نشرها خلال نشاطه في الحركة، والتي تغطي تاريخها بالكامل.

- على نهج قادة الأمة (לאורם של מנהיגי האומה) – رثاء ومقالات تقدير للحاخامات، ورؤساء الطوائف الدينية، ورؤساء المعاهد الدينية، وأعضاء قيادة "أغودات يسرائيل" منذ تأسيسها. صدر عن دار مشأبيم، القدس، عام 1986 (الجزء الأول). وقد حصل هذا الكتاب على جائزة الحاخام توليدانو للأدب الديني.

- الفكرة العظيمة وتنوع الأنشطة (הרעיון הגדול ומגוון הפעולות) – مقالات، مقابلات، وتلخيصات حول مشاريع ومبادرات "أغودات يسرائيل"، مثل برنامج "الصفحة اليومية"، والتعليم المستقل، وغيرها. كما تحتوي فصول خاصة على أنشطة المؤلف كرئيس للهيئة التنفيذية ومحاولاته لمنع تأسيس حركات "عمال أغودات يسرائيل"، "شاس"، و"ديغل هتوراه". صدر عن دار مشأبيم، القدس، عام 1991 (الجزء الثاني).

- في معركة الدفاع عن مقدسات الدين (במלחמה על קודשי הדת) – مقالات وخطابات في إطار الصراعات حول الطابع الديني للدولة والتشريعات الدينية. صدر عن دار مشأبيم، القدس، عام 1996 (الجزء الثالث).

## للتوسُّع والاستزادة
- حانوخ أبراموفيتش، إيش خاي – راف فعاليم – سيرة حياة وإنجازات يهودا مئير أبراموفيتش (איש חי רב פעלים - תולדות חייו ופועלו של יהודה מאיר אברמוביץ)، القدس: دار نشر فِلدهايم، عام 2011.